# 3Arena
3Arena (fram till och med 31 december 2024 Tele2 Arena) är en idrotts- och evenemangsarena belägen i Johanneshov i södra Stockholm. Arenan invigdes 2013.
Arenan har skjutbart tak och nyttjas för olika typer av evenemang året runt, till exempel allsvensk fotboll, konserter, häst-, motor- och issport. Det är också möjligt att arrangera internationella fotbollsmästerskap i arenan då utformningen uppfyller Uefas och Fifas regelverk för internationell fotboll.
Arenan är hemmaarena för fotbollsklubbarna Hammarby IF och Djurgårdens IF. Den används även av AIK som reservarena.

## Bakgrund

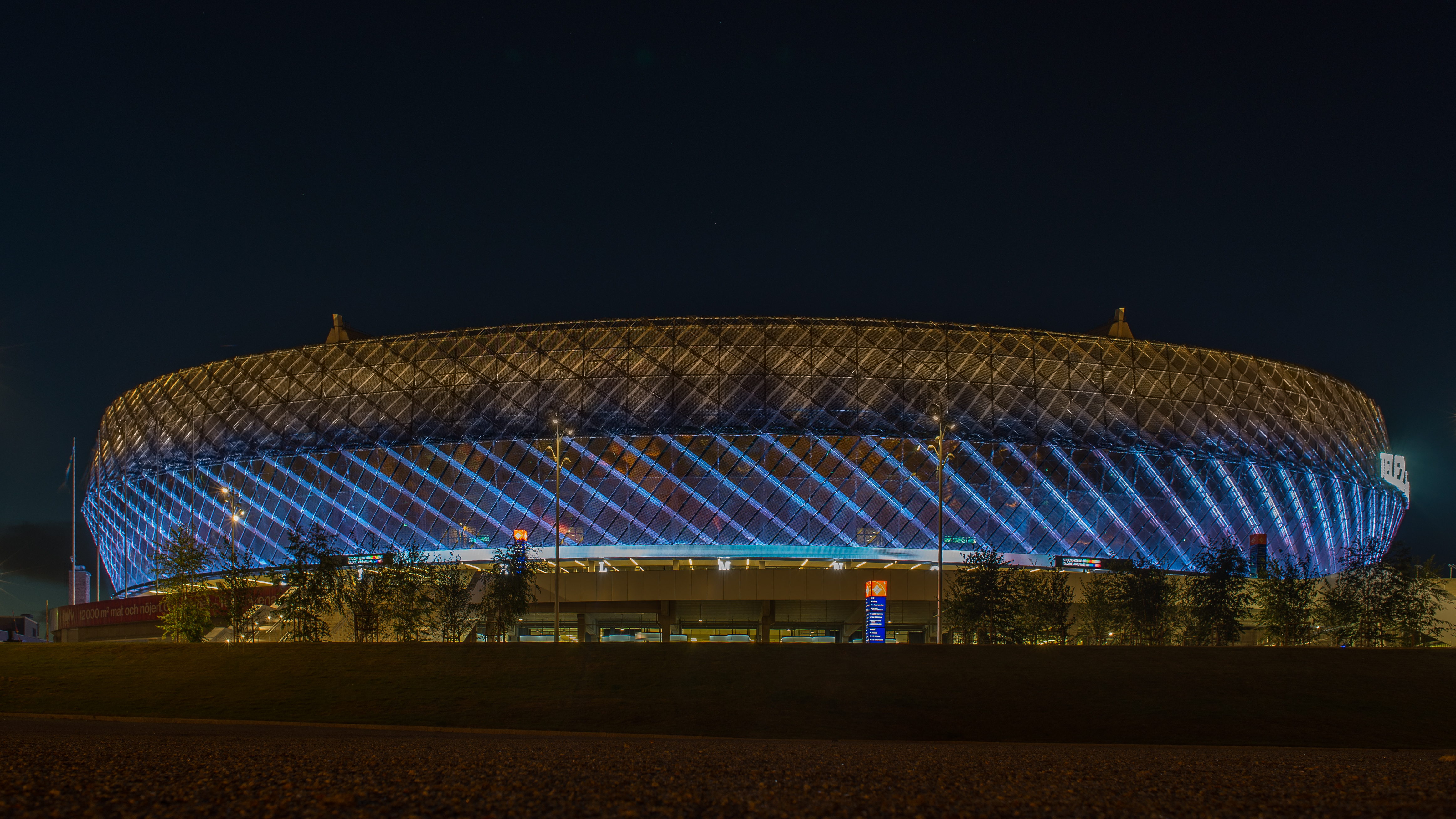
Arenans fasad mot söder på kvällen.

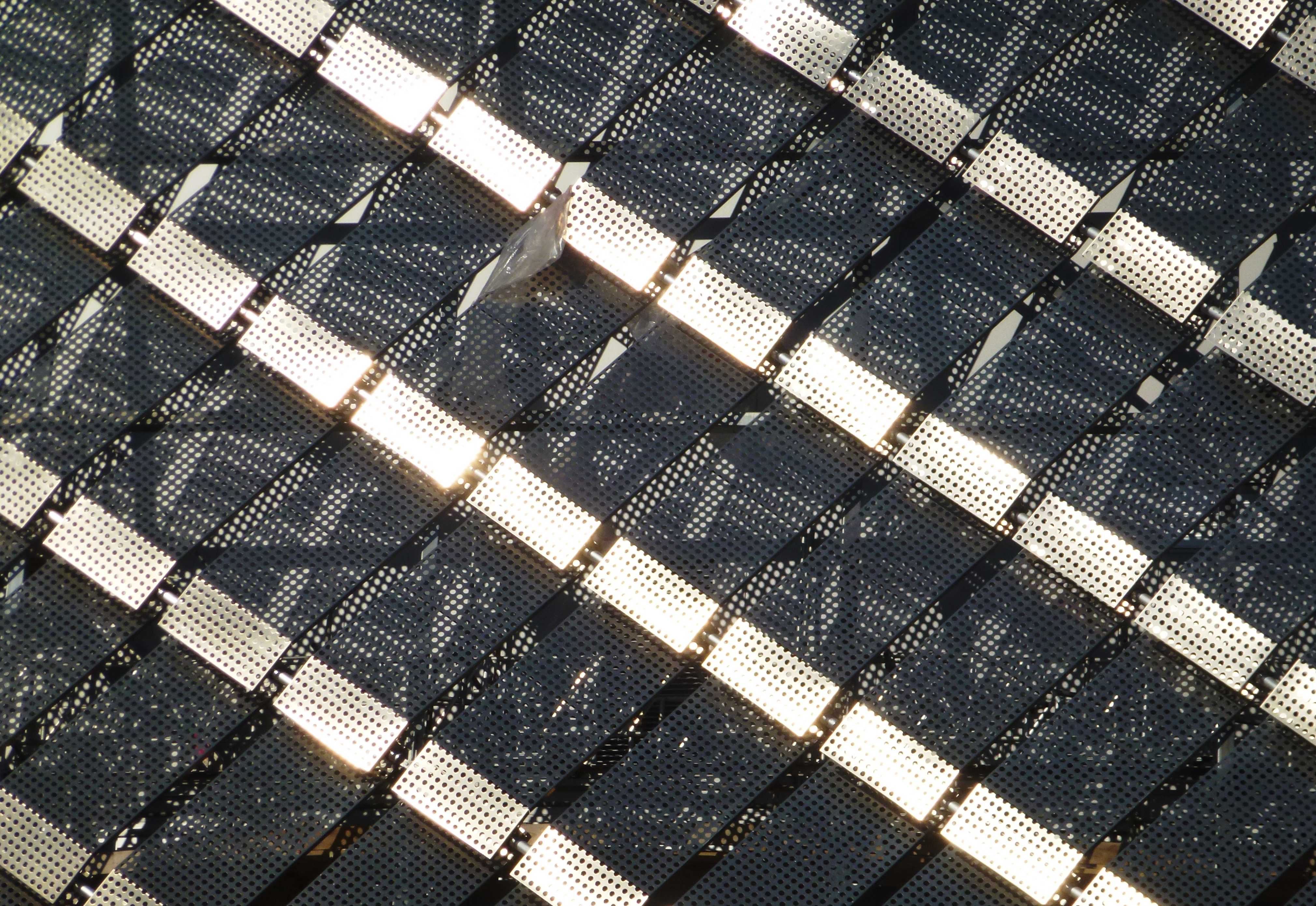
Arenans yttre fasadbeklädnad består av perforerad, 3 mm aluminiumplåt, mars 2013.

I Johanneshov har sedan mitten av 1920-talet funnits en arena för fotboll, Johanneshovs IP, vilken 1966 byggdes om till Söderstadion. Under åren 1954–1955 anlades Johanneshovs isstadion och 1986 påbörjades byggandet av Globenområdet med Globen som invigdes den 19 februari 1989.
Genom åren har det funnits många olika planer för en renovering och utbyggnad av Söderstadion, som var hemmaarena för Hammarby IF, och vid millennieskiftet öronmärktes 153 miljoner kronor för en renovering och utbyggnad av Söderstadion, som dock aldrig genomfördes. Istället framfördes förslag på att bygga en helt ny arena.
År 2007 tog projektet konkret gestalt och ett underlag för upphandling av totalentreprenör togs fram i samarbete med brittiska Arup och WSP Sverige. Det blev Peab som vann upphandlingen. Ansvarig för arenans utformning var svenska White arkitekter tillsammans med Temagruppen (inredningsarkitektur) och Arup. Det sistnämnda företaget var bland annat med och ritade på nya Pekings Nationalstadion och utförde konstruktionsarbeten för Öresundsbron. Arenan planerades för att ha plats för cirka 30 000 sittande åskådare, och upp till 40 000 platser inklusive ståplatser vid konserter och liknande evenemang.
Stockholms stadsbyggnadskontors samrådsredogörelse den 15 juli 2009 var övervägande positiv till den nya arenan, men det framkom även kritik mot projektet. Skönhetsrådet ansåg att arenan kunde bli ett positivt tillägg för staden men att platsen var i minsta laget för ett så stort projekt. Rådet ansåg vidare att Sandstuparkens norra del borde bevaras. Även Länsstyrelsen i Stockholms län kritiserade placeringen av arenan på den mycket begränsade tomten och ansåg att staden bör visa att, och hur, planen kan genomföras utan att risksituationen blir oacceptabel. Vidare ansåg Länsstyrelsen att planen kan komma att innebära betydande miljöpåverkan med hänsyn till planförslagets konsekvenser för bland annat trafik, luftkvalitet, risker och störningar.
I november 2009 enades Stockholms stad och Anschutz Entertainment Group (AEG) om ett avtal om den nya arenan. Avtalet med arenaoperatören AEG undertecknades den 18 juni 2010 och innebar att driften av arenan skulle komma att skötas av AEG genom bolaget Stockholm Globe Arenas (SGA), som även sköter driften av Globenområdets övriga arenor. Den 24 juni 2010 antogs detaljplanen i kommunfullmäktige och den 2 juli 2010 vann detaljplanen laga kraft utan överklaganden. Innan det var klart med en namnsponsor för arenan användes arbetsnamnet Stockholmsarenan.

## Arenans historia
Den 10 september 2010 togs de första spadtagen för arenan. Invigningen planerades först till december 2012, men detta reviderades två gånger, först till våren 2013 och sedan till juli 2013. Under tiden arenan byggdes skrevs avtal med de två fotbollsklubbar som skulle använda arenan som hemmaplan. Utöver Hammarby IF som flyttade från Söderstadion beslutade även Djurgårdens IF i oktober 2011 att lägga ner det egna projektet Djurgårdsarenan, för att spela på arenan från och med säsongen 2013.
Arenan beräknades kosta 2,7 miljarder kronor att bygga och finansierades dels via försäljning av byggrätter, bland annat där Söderstadion var belägen, samt via intäkter från evenemang.
Den 8 juni 2012 presenterades det nya namnet Tele2 Arena efter att SGA ingått ett avtal om namnsponsring med teleoperatören Tele2.
Arenan togs i bruk den 20 juli 2013, då hemmalaget Hammarby IF spelade mot Örgryte IS (0–0) inför 29 175 åskådare,  vilket var nytt publikrekord för en match i Superettan. Den 21 juli 2013 spelades den första allsvenska matchen på arenan när Djurgårdens IF tog emot IFK Norrköping (1–2). 27 798 åskådare såg matchen. Den officiella invigningen skedde under en endagsfestival den 24 augusti. IF Brommapojkarna blev det tredje laget att spela hemmamatch på arenan i ett derby mot Djurgården den 10 augusti 2013.
Arenan har också kylslingor som möjliggör anläggandet av konstis. Hammarby IF:s bandylag har övat på isen när kylslingorna testades, men har fortsatt Zinkensdamms IP som sin hemmaplan.
Tele2 Arena nominerades till Årets Stockholmsbyggnad 2014 men vann inte.
18 september 2024 meddelades det att arenan byter namn till 3Arena från och med 1 januari 2025.

## Arkitektur och utformning

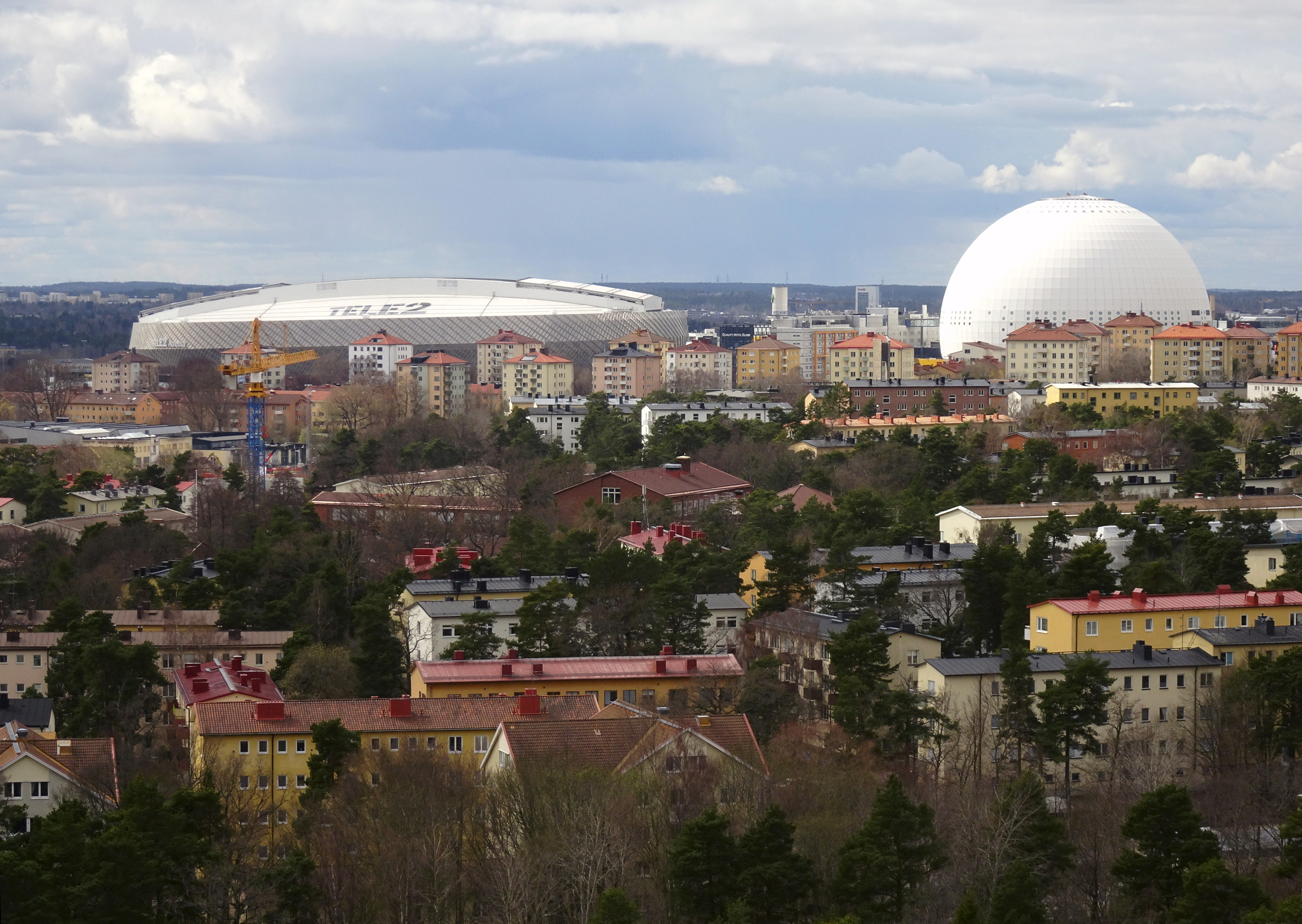
Tele2 Arena och Globen i stadslandskapet, april 2016.

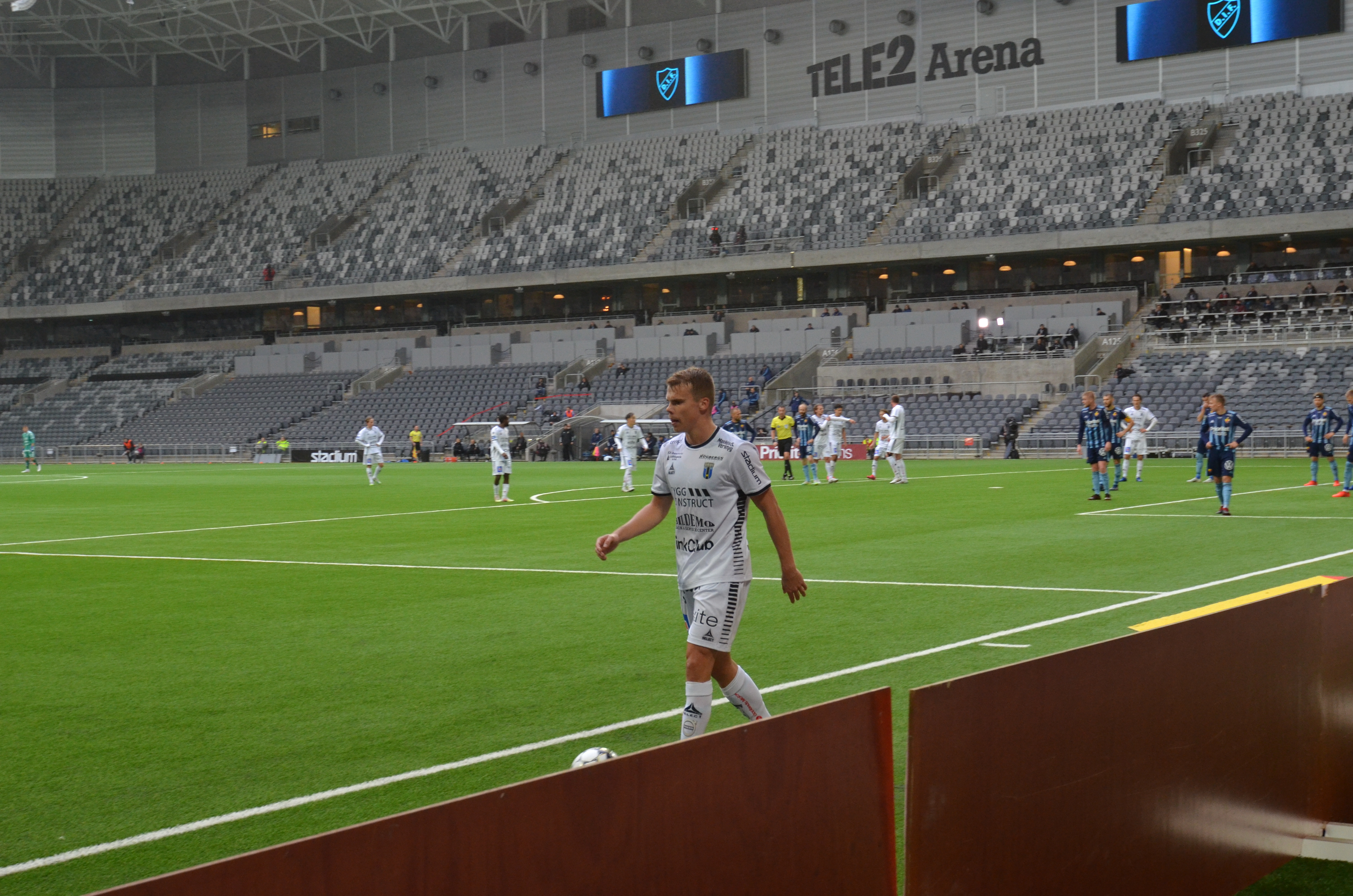
Interiören av arenan vid en allsvensk match under coronapandemin.

3Arena är en oval anläggning som ligger strax söder om  Globen parallellt med Nynäsvägen. På platsen fanns förut några låga industribyggnader och Sandstuparken med en anlagd damm och fontän i den norra delen. Tomten är mycket smal så att Nyboda-Enskede Järnväg (också kallad Slakthusbanan) och Arenavägen fick delvis förläggas in under byggnaden. Arenan är ca 240 meter lång och mellan 140 och 180 meter bred med den avsmalnande delen mot söder. Takhöjden ligger på ungefär 35 meter över marken vilket motsvarar halva Globens höjd eller 93 meter över stadens nollplan. Eftersom arenans plan är nersänkt under marknivå är den invändiga fria höjden (från konstgräsplan till underkant takkonstruktion) 42 meter.
Taket till 3Arena är en stålkonstruktion som väger totalt 5 000 ton och bärs upp av fyra stora betongtorn. På tornen vilar två primära fackverkbalkar på vardera 210 meter längd och 16 meter höjd. De är 1 300 ton tunga vardera och spänner som broar över långsidorna. På dessa vilar sedan själva yttertaket. Lyftet av den första fackverksbalken utfördes i september 2011. Arenan är utrustad med ett skjutbart tak som kan frilägga en öppning på 105x68 meter. Den öppningsbara delen består av åtta luckor som öppnas/stängs på 20 minuter. Arenan uppfyller Uefas och Fifas regelverk för internationell fotboll gällande sittplatser, storlek, säkerhet, belysning, ljudanläggning och krav på lokaler och omgivningar.
På utsidan är arenan klädd med en transparent fasad bestående av veckade och perforerade samt blankpolerade aluminiumplåtar med en tjocklek på 3 mm. Plåtfasaden sitter på ett bärverk av primär- och sekundärstål. Skalet har en dubbelkrökt form med en skarp kant på halva höjden. Bakom plåthöljet finns själva ytterväggen som består av glaspartier och prefabricerade vertikala sandwichelement. Meningen är att besökaren skall kunna se över omgivningen genom glaspartierna och plåtbeklädnaden. För utformningen av arenans yttre belönades White arkitekter med ”Plåtpriset 2013”.
Utöver arenans eget ljus kompletteras anläggningen med ljusinstallationer som skall förstärka byggnadens form och karaktär. På kvällen kan fasaden lysa upp i olika färger. Runt arenan och i nivå med Arenavägen, skapas en yttre foajé som gör det möjligt att promenera runt arenan.
Interiören i 3Arena präglas av ljusa och öppna ytor som är formgivna i en skandinavisk designtradition där inredningen domineras av ljusa träslag. Ytskikt och inredning utfördes i den nordiska byggtraditionen med enkla, robusta material och med inspiration från det nordiska ljuset och den nordiska naturen. Valet av leverantör av inredningen föll på Input Interiör. 3Arena har 30 000 sittplatser, kapaciteten är dock större än så och kan utökas om delar av sittplatserna byggs om till ståplatser.

## Kommunikationer och tillgänglighet
Globenområdet har god tillgång på kollektivtrafik. Inom ett avstånd på cirka 1 kilometer finns:
- Sex tunnelbanestationer och tre tunnelbanelinjer
- Två hållplatser på Tvärbanan
- Gullmarsplans bussterminal med flera regionala busslinjer

Intill arenan finns det cirka 1 000 cykelparkeringsplatser utspridda över arenaområdet. I omedelbar närhet till området finns den huvudsakligen underjordiska trafikleden Södra länken, som har koppling till E4/E20. Vägverket påpekade i sitt remissvar att trafiken på Södra länken och Nynäsvägen är intensiv under stora delar av dygnet. Utökade verksamheter gör att det finns risk för att trängseln på vägarna sträcks ut i tiden, och även uppstår på kvällar och helger.
Under arenan finns det ett avgiftsbelagt parkeringsgarage vid namn Arenagaraget med plats för 597 bilar. In- och utfart sker direkt från Nynäsvägen eller Arenaslingan. Utöver Arenagaraget finns det i närbelägna Globen Shopping ett parkeringsgarage med totalt 1 500 platser.

## Ekonomi
I en granskning från 2018 anges att arenan går back omkring 100 miljoner kronor per år. För det av Stockholms Stad helägda bolaget Stockholm Globe Arena Fastigheter AB, som förvaltar arenorna i området kring 3Arena och Globen, var det samlade resultatet efter finansnetto för åren 2013 till 2018 minus 1 738 miljoner kronor.

## Arrangemang och publikstatistik
Arenan används förutom för fotbollsmatcher också för andra sportevenemang och för konserter. 2015–2017 spelades den svenska bandyfinalen här.

### Publikrekord
Publikrekordet innehas av Ant Wan som den 12 oktober 2024 spelade inför 40 899 personer. Publikrekordet för en fotbollsmatch innehas av Hammarby IF som den 4 november 2018 tog emot BK Häcken (1–0) inför 31 810 åskådare. Arenan har även publikrekordet i Damallsvenskan med 18 537 åskådare då Hammarby IF slog AIK den 10 oktober 2021.

### Högsta publiksiffror
| Publiksiffra | Deltagare                           | Evenemang   | Datum               | Ref.   |
| ------------ | ----------------------------------- | ----------- | ------------------- | ------ |
| 40 899       | Ant Wan                             | Konsert     | 12 oktober 2024     | [ 37 ] |
| 40 557       | Madonna                             | Konsert     | 14 november 2015    | [ 38 ] |
| 40 000       | Avicii                              | Konsert     | 1 mars 2014         | [ 39 ] |
| 39 714       | Kent, Lars Winnerbäck, Robyn, Zhala | Konsert     | 26 augusti 2013     | [ 40 ] |
| 38 133       | Kents tre avskedskonserter          | Konserter   | 15-17 december 2016 | [ 41 ] |
| 37 644       | Iron Maiden                         | Konsert     | 1 juni 2018         | [ 42 ] |
| 37 009       | Rolling Stones                      | Konsert     | 1 juli 2014         | [ 43 ] |
| 35 000       | Avicii                              | Konsert     | 28 februari 2014    | [ 44 ] |
| 31 810       | Hammarby IF - Häcken                | Allsvenskan | 4 november 2018     |        |
| 31 756       | Hammarby IF - Östersunds FK         | Allsvenskan | 4 april 2016        | [ 45 ] |
| 31 074       | Hammarby IF - Ljungskile SK         | Superettan  | 24 augusti 2014     | [ 46 ] |

### Högsta publiksiffror i fotboll

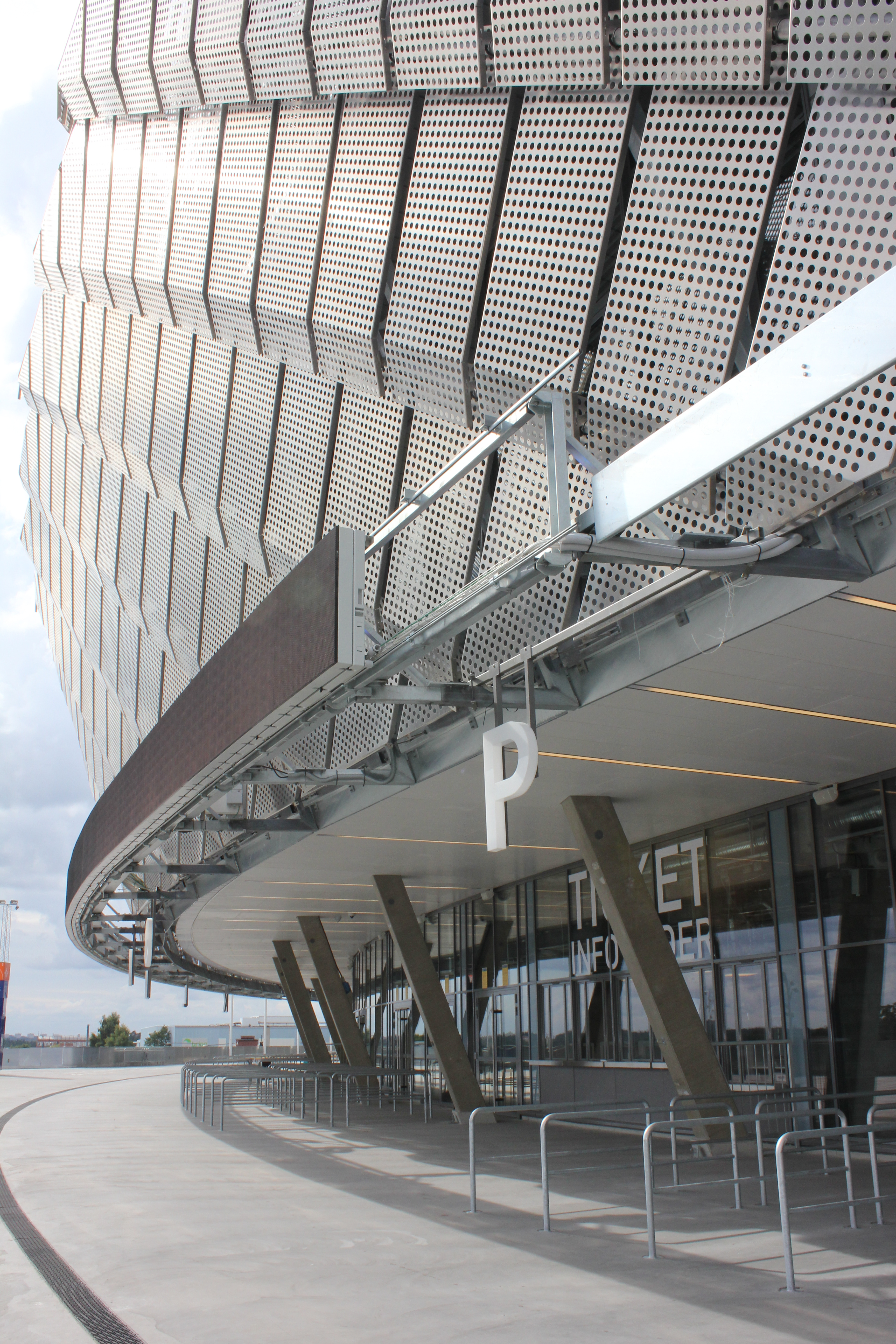
Den utvändiga foajén som går runt hela arenan. Undertaket består av ljusa fasadskivor i fibercement.

| Publiksiffra | Deltagare                     | Evenemang   | Datum           | Ref.   |
| ------------ | ----------------------------- | ----------- | --------------- | ------ |
| 31 810       | Hammarby IF - Häcken          | Allsvenskan | 4 november 2018 |        |
| 31 756       | Hammarby IF - Östersunds FK   | Allsvenskan | 4 april 2016    | [ 45 ] |
| 31 337       | Hammarby IF - Kalmar FF       | Allsvenskan | 7 april 2019    | [ 47 ] |
| 31 074       | Hammarby IF - Ljungskile SK   | Superettan  | 24 augusti 2014 | [ 48 ] |
| 31 037       | Hammarby IF - BK Häcken       | Allsvenskan | 2 november 2019 | [ 49 ] |
| 30 941       | Hammarby IF - Degerfors IF    | Allsvenskan | 2 april 2023    | [ 50 ] |
| 30 869       | Hammarby IF - Kalmar FF       | Allsvenskan | 28 augusti 2015 | [ 51 ] |
| 30 671       | Hammarby IF - Kalmar FF       | Allsvenskan | 9 april 2017    |        |
| 30 627       | Hammarby IF - Malmö FF        | Allsvenskan | 25 oktober 2015 | [ 52 ] |
| 30 278       | Hammarby IF - BK Häcken       | Allsvenskan | 4 april 2015    | [ 53 ] |
| 30 216       | Hammarby IF - Helsingborgs IF | Allsvenskan | 2 april 2022    | [ 54 ] |

### Högsta publiksiffror i bandy
| Publiksiffra | Deltagare                    | Evenemang         | Datum           | Ref.   |
| ------------ | ---------------------------- | ----------------- | --------------- | ------ |
| 16 836       | Edsbyns IF - Bollnäs GoIF    | Bandyfinalen 2017 | mars 2017       | [ 55 ] |
| 15 877       | Västerås SK - Sandvikens AIK | Bandyfinalen 2015 | 14 mars 2015    | [ 56 ] |
| 11 890       | Hammarby IF - Sandvikens AIK | Elitserien        | 10 januari 2014 | [ 57 ] |

## Priser och utnämningar

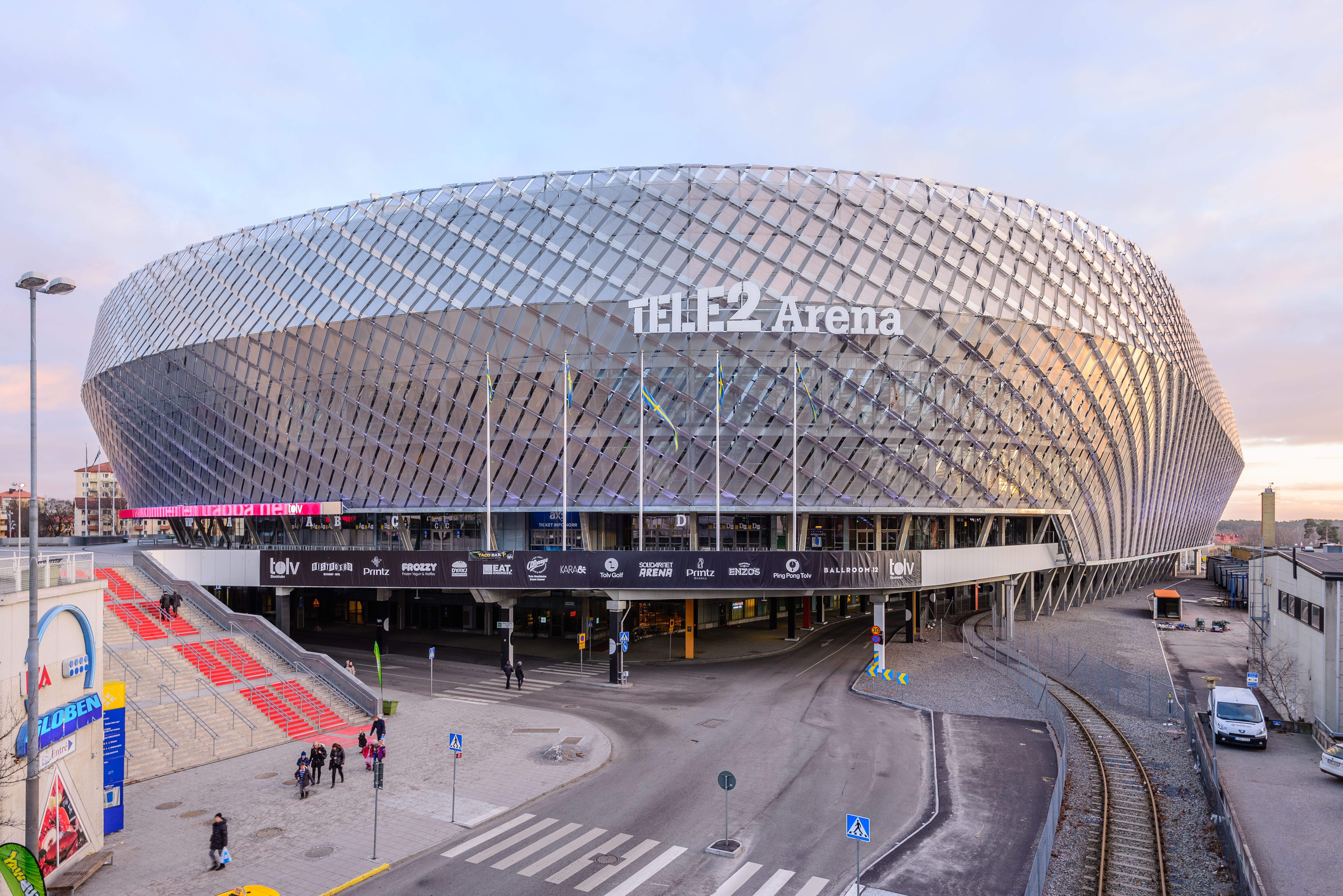
Arenan sedd från norr.

2014 utsågs Tele2 Arena av "The Stadium Business Awards" till "Venue of the year". Övriga nominerade var:
- CenturyLink Field, Seattle, USA
- Olympiastadion Fisjt, Sotji, Ryssland
- Allianz Arena, München, Tyskland
- Goodison Park, Liverpool, Storbritannien
- Madison Square Garden, New York City, USA
- Wembley Stadium, London, Storbritannien

## Bilder från byggplatsen
I kronologisk ordning:

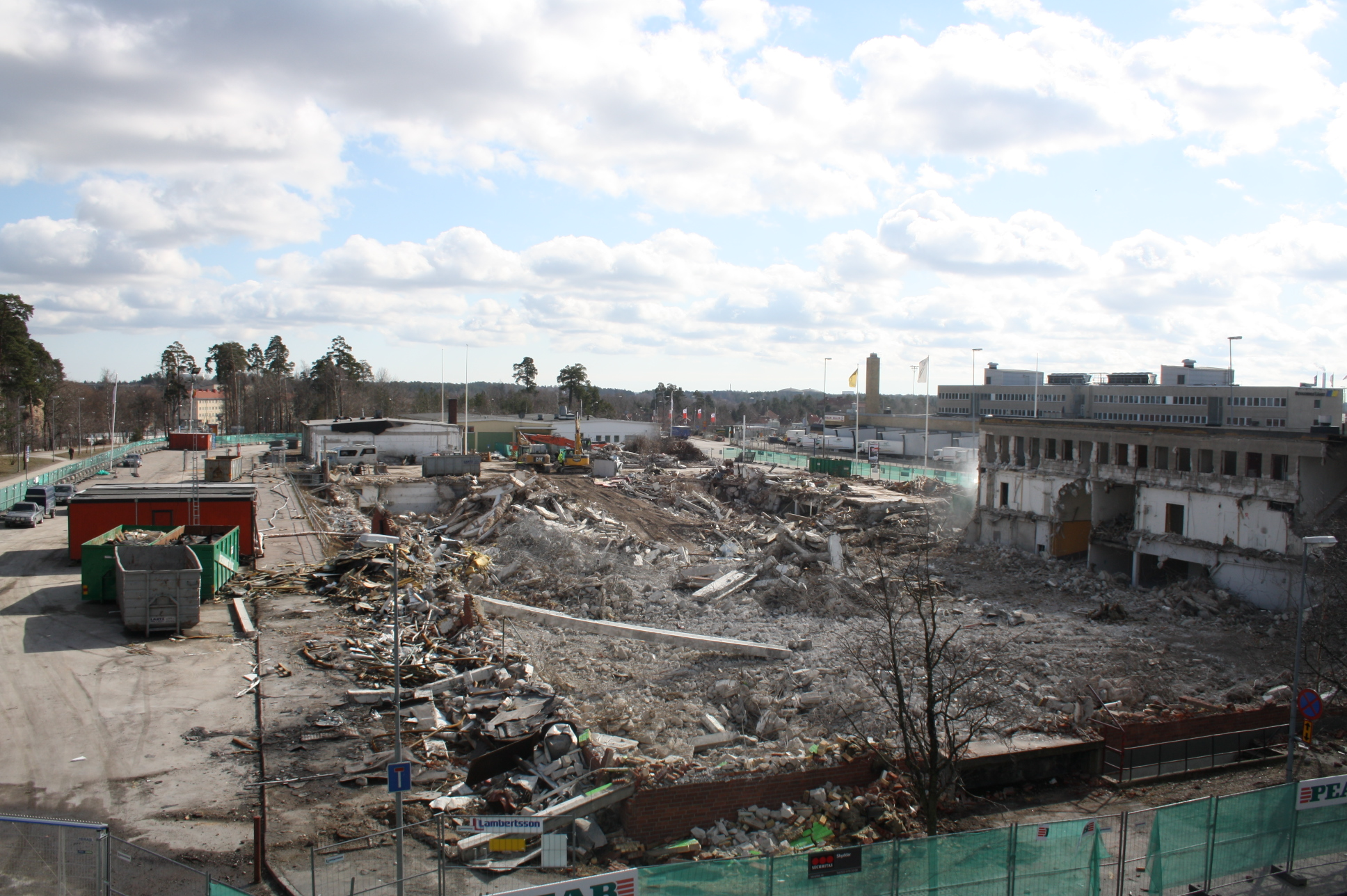
April 2010
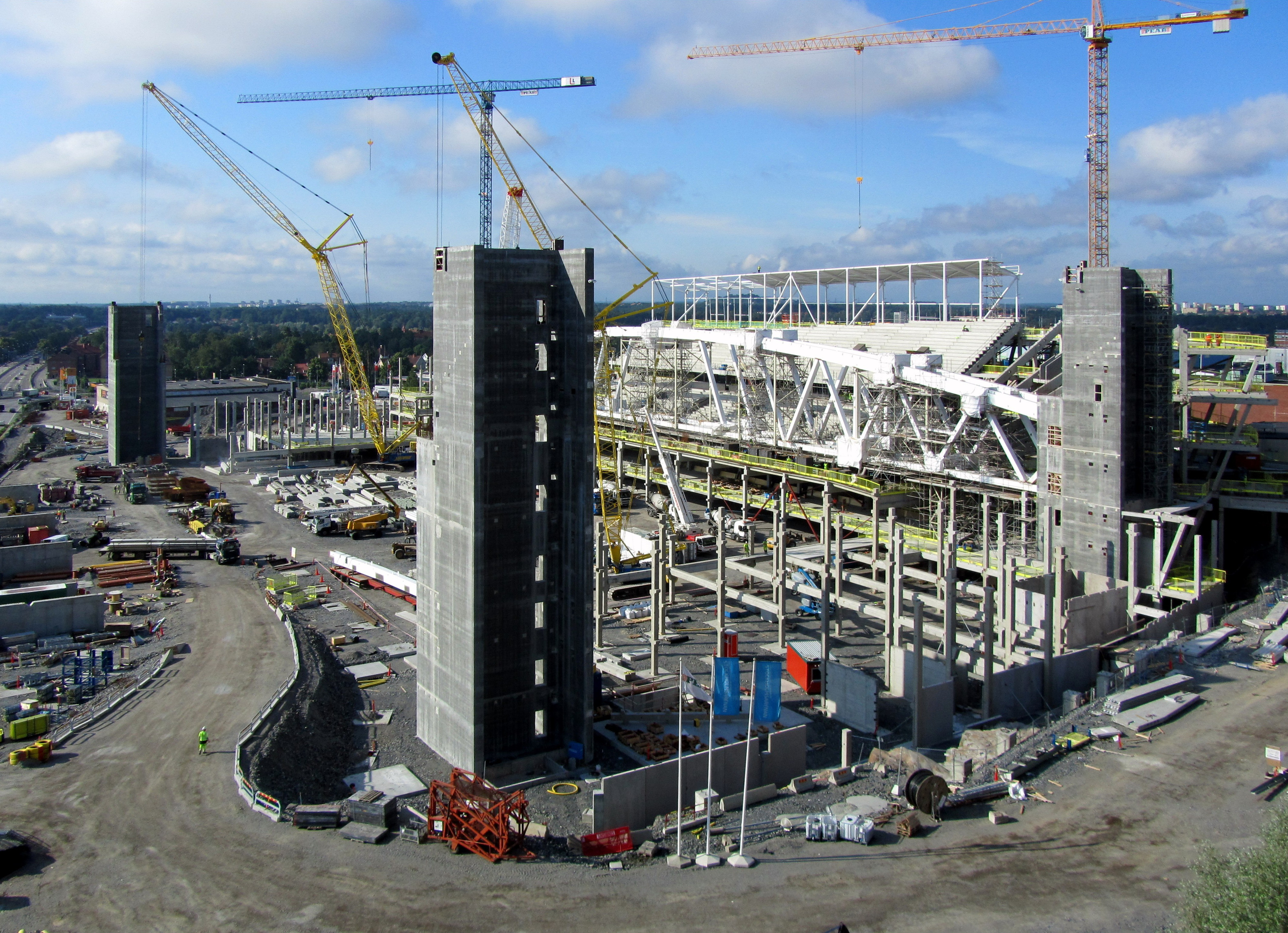
Juli 2011
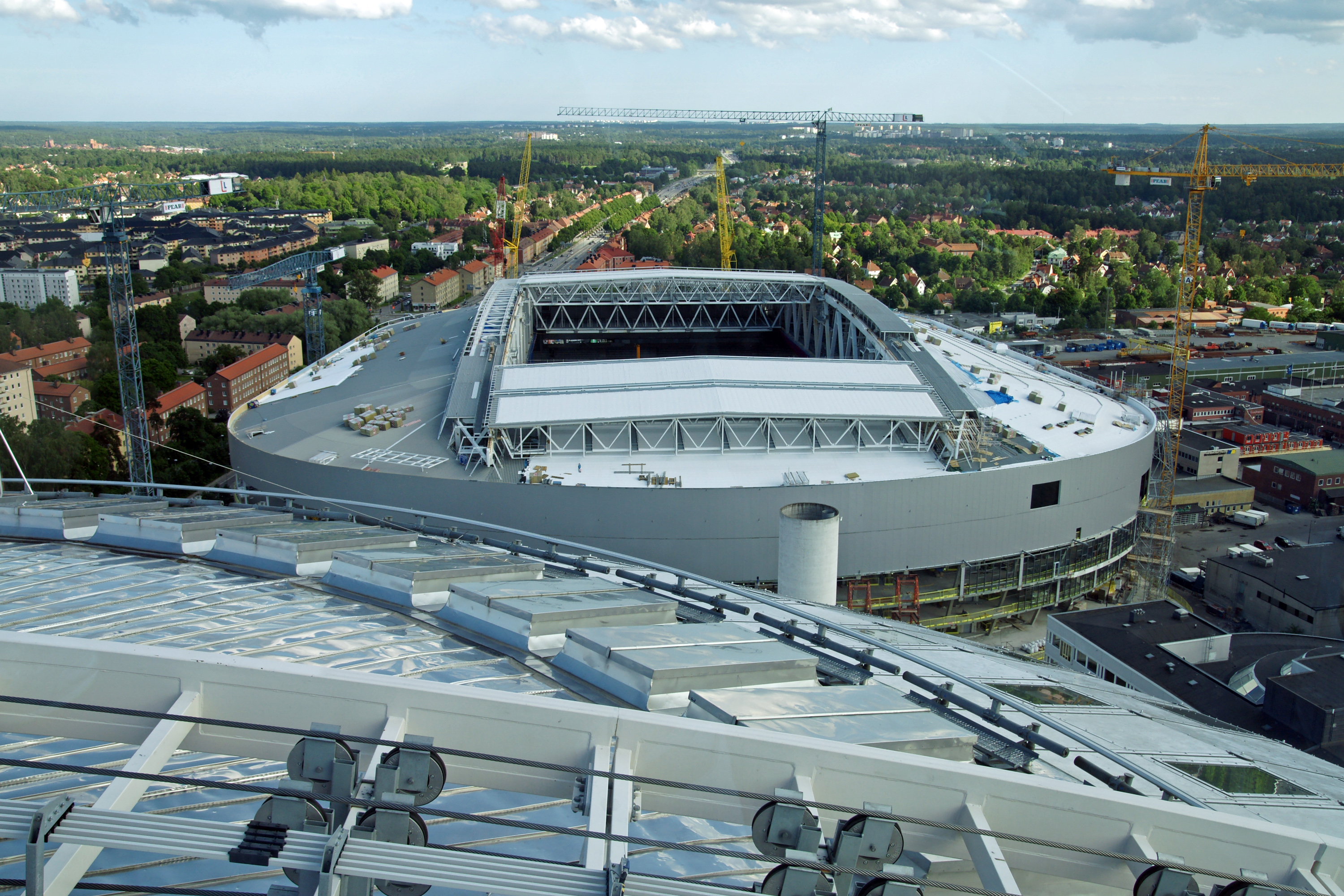
Juni 2012
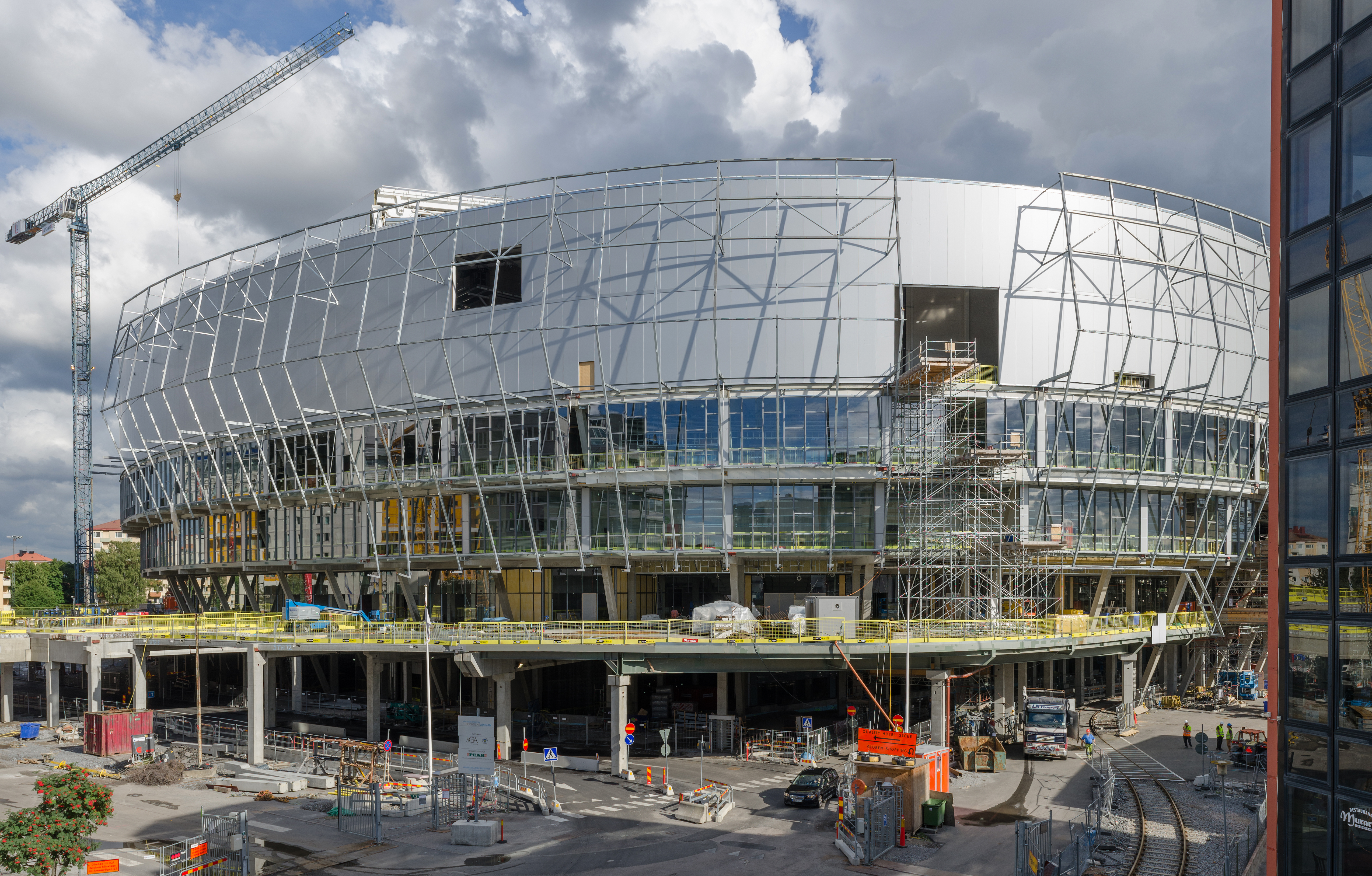
Augusti 2012